# Пыльдроос, Прийт Густавович
Иоха́ннес-Фри́дрих (Прийт) Гу́ставович (Ку́стасович) Пы́льдроос (эст. Johannes Friedrich "Priit" Põldroos; 29 декабря 1901 (11 января 1902), д. Табара, Эстляндская губерния, Российская империя (ныне волость Сауэ, Харьюмаа, Эстония) — 28 июля 1968, Таллин, Эстонская ССР, СССР) — эстонский и советский театральный режиссёр, актёр и педагог, писатель, депутат Верховного совета СССР 2-го созыва.

## Биография
Был старшим ребёнком в большой крестьянской семье. В 1920—1924 годах учился в Таллинской драматической студии, ученик педагога Пауля Сеппа. Затем остался работать в театре, созданном при студии. В 1924—1940 годах работал актёром и режиссёром в различных театрах Таллина, с 1938 года также преподавал в школе современного искусства. С приходом советской власти в 1940 году назначен комиссаром, курирующим работу Драматического и Рабочего театров Таллина, в 1941 году — руководитель Рабочего театра.
В 1941 году в эвакуации в Татарской АССР, организовал из эвакуированных артистов эстонский художественный ансамбль. В 1942—1944 годах — художественный руководитель и директор «Государственных ансамблей Эстонии» в Ярославле.
В 1944—1949 годах — художественный руководитель и директор Таллинского государственного драматического театра, также в 1946—1950 годах — директор и преподаватель Эстонского государственного театрального института. В 1950—1951 годах — заведующий кафедрой в Таллинской государственной консерватории. В 1951—1953 годах — директор Эстонского музея театра и музыки.
Избирался депутатом Верховного совета СССР 2-го созыва (1946—1950).
В течение многих лет вёл колонки в эстонских газетах, посвящённые театральной критике.
Заслуженный деятель искусств Эстонской ССР (1942). Награждён Государственной премией Эстонской ССР (1947, 1948), орденом «Знак Почёта».
Скончался в 1968 году в Таллине, похоронен на Лесном кладбище.
С 1984 года в Эстонии вручается премия имени Прийта Пыльдрооса за развитие театрального искусства, театральные публикации и педагогическую деятельность.

## Семья
Супруга Бенита Пыльдроос (Ханберг, 1905—1957), художник по костюмам. Сын Энн Пыльдроос (род. 1933) — художник и писатель, внук Дан Пыльдроос (1970—2007) — актёр.

## Произведения
- Põldroos, Priit 1985. Teel enda ellu. Tallinn: Eesti Raamat
- Põldroos, Priit 1998. Oma teatrit otsimas. Artikleid ja vestlusi. Tallinn: Eesti Raamat